# Indra Kasih
Indra Kasih is een bestuurslaag in het regentschap Medan van de provincie Noord-Sumatra, Indonesië. Indra Kasih telt 21.660 inwoners (volkstelling 2010).